# In Your House
In Your House è stata una serie di eventi in pay-per-view di wrestling organizzati dalla World Wrestling Federation tra il 1995 e il 1999.

## Storia
Gli eventi In Your House offrivano dei pay-per-view in quei periodi dell'anno nei quali non andava in onda nessuno dei cosiddetti Big Four (Royal Rumble, WrestleMania, SummerSlam e Survivor Series).
A differenza dei pay-per-view classici, che duravano circa tre ore e costavano $29.95 ciascuno, gli eventi In Your House prevedevano una durata di due ore al prezzo di $19.95; tale metodologia fu abbandonata quando la World Championship Wrestling iniziò a proporre sul mercato pay-per-view da tre ore su base mensile, forzando la WWF a comportarsi allo stesso modo.
Gli eventi In Your House erano ordinati numericamente ma possedevano dei sottotitoli come It's Time o Buried Alive; gradualmente i sottotitoli assursero ai nomi veri e propri dei pay-per-view, fino a spingere la dirigenza ad abbandonare la dicitura In Your House.

## Edizioni
| Edizione       | Data              | Città           | Sede                       | Main event                                                                           |
| -------------- | ----------------- | --------------- | -------------------------- | ------------------------------------------------------------------------------------ |
| 1ª (Dettagli)  | 14 maggio 1995    | Syracuse        | Onondaga War Memorial      | Diesel vs. Sycho Sid                                                                 |
| 2ª (Dettagli)  | 23 luglio 1995    | Nashville       | Nashville Auditorium       | Diesel vs. Sycho Sid                                                                 |
| 3ª (Dettagli)  | 24 settembre 1995 | Saginaw         | Saginaw Civic Center       | The British Bulldog e Yokozuna vs. Diesel e Shawn Michaels                           |
| 4ª (Dettagli)  | 22 ottobre 1995   | Winnipeg        | Winnipeg Arena             | The British Bulldog vs. Diesel                                                       |
| 5ª (Dettagli)  | 17 dicembre 1995  | Hershey         | Hersheypark Arena          | Bret Hart vs. The British Bulldog                                                    |
| 6ª (Dettagli)  | 18 febbraio 1996  | Louisville      | Louisville Gardens         | Bret Hart vs. Diesel                                                                 |
| 7ª (Dettagli)  | 28 aprile 1996    | Omaha           | Omaha Civic Auditorium     | Diesel vs. Shawn Michaels                                                            |
| 8ª (Dettagli)  | 28 maggio 1996    | Florence        | Florence Civic Center      | The British Bulldog vs. Shawn Michaels                                               |
| 9ª (Dettagli)  | 21 luglio 1996    | Vancouver       | General Motors Place       | Ahmed Johnson, Shawn Michaels e Sycho Syd vs. The British Bulldog, Owen Hart e Vader |
| 10ª (Dettagli) | 22 settembre 1996 | Philadelphia    | CoreStates Center          | Mankind vs. Shawn Michaels                                                           |
| 11ª (Dettagli) | 20 ottobre 1996   | Indianapolis    | Market Square Arena        | Mankind vs. The Undertaker                                                           |
| 12ª (Dettagli) | 15 dicembre 1996  | West Palm Beach | West Palm Beach Auditorium | Bret Hart vs. Sycho Sid                                                              |
| 13ª (Dettagli) | 16 febbraio 1997  | Chattanooga     | UTC Arena                  | Bret Hart vs. Steve Austin vs. The Undertaker vs. Vader                              |
| 14ª (Dettagli) | 20 aprile 1997    | Rochester       | War Memorial Auditorium    | Bret Hart vs. Steve Austin                                                           |
| 15ª (Dettagli) | 11 maggio 1997    | Richmond        | Richmond Coliseum          | Steve Austin vs. The Undertaker                                                      |
| 16ª (Dettagli) | 6 luglio 1997     | Calgary         | Saddledome                 | 5-on-5 Tag Team Elimination match                                                    |
| 17ª (Dettagli) | 7 settembre 1997  | Louisville      | Louisville Gardens         | Shawn Michaels vs. The Undertaker                                                    |
| 18ª (Dettagli) | 7 dicembre 1997   | Springfield     | Springfield Civic Center   | Ken Shamrock vs. Shawn Michaels                                                      |
| 19ª (Dettagli) | 27 settembre 1998 | Hamilton        | Copps Coliseum             | Kane vs. Steve Austin vs. The Undertaker                                             |
| 20ª (Dettagli) | 13 dicembre 1998  | Vancouver       | General Motors Place       | Steve Austin vs. The Undertaker                                                      |
| 21ª (Dettagli) | 14 febbraio 1999  | Memphis         | The Pyramid                | Steve Austin vs. Mr. McMahon                                                         |

## Eredità
Nel 2020 e 2021 la World Wrestling Entertainment ha organizzato due eventi speciali di NXT intitolati NXT TakeOver: In Your House.